# Ústín
Ústín (in tedesco Ustin) è un comune della Repubblica Ceca facente parte del distretto di Olomouc, nella regione di Olomouc.